# Chartreuse (casa)

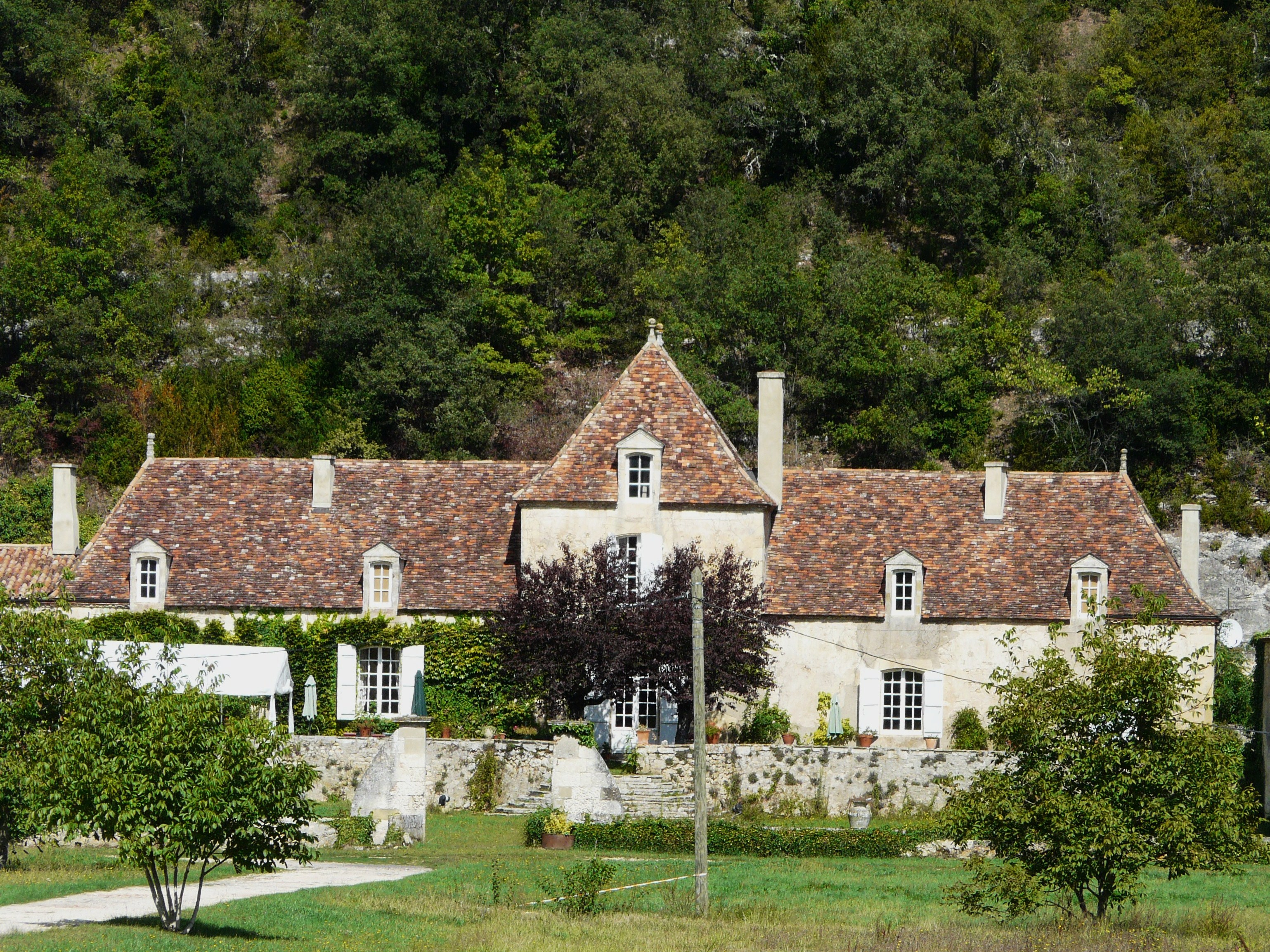
La chartreuse de la Borie-Basse en Baneuil, en Dordoña

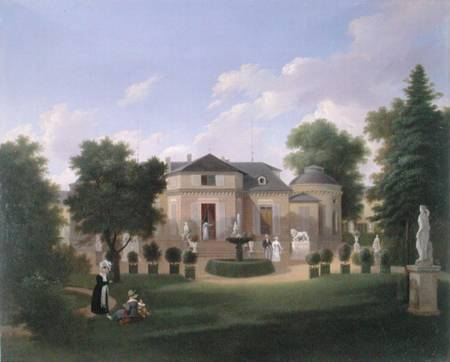
La chartreuse de la Folie Beaujon de París, hacia 1830

Una chartreuse (original en francés, que significa, 'cartuja') es un término usado en Francia que designa una pequeña casa de campo aislada y solitaria. El término se utiliza casi desde el principio de siglo XX. Etimológicamente viene del nombre de la montaña donde los cartujos tuvieron su primer monasterio. En el siglo XIX gustaba retirarse a las chartreuses para meditar:

Ella quería meditar sobre los acontecimientos de la vida, como en una chartreuse privada.
Elle voulut méditer là sur les événements de la vie, comme dans une chartreuse privée.
Honoré de Balzac
 (La Folie Beaujon de París tenía una dependencia, llamada Chartreuse, que Balzac compró en 1846.)

## Tipos de chartreuses
En el suroeste de Francia, el término «chartreuse», todavía en uso, corresponde a diferentes tipos de edificaciones: una larga casa baja, mansión de arquitectura particular o pequeña casa aislada en el campo. De acuerdo con el diccionario, es:
```

```

Una casa de campo, a menudo larga y baja.
Maison de campagne, souvent longue et basse.
Le Petit Larousse illustré 2008

Y en Périgord:

una mansión, construida entre 1650 y 1850, de un solo piso, fuertemente recio, incluyendo elementos arquitectónicos exteriores y un acabado interior entroncado en lo ordinario, y manifestando un cierto estilo de vida.
une maison de maître, bâtie entre 1650 et 1850 environ, à simple rez-de-chaussée, fortement barlongue, comportant des éléments architecturaux extérieurs et une finition intérieure tranchant sur l'ordinaire, et manifestant un certain art de vivre.
Jean-Marie Bélingard

En Toulouse, a veces se llaman chartreuses a las casitas del fondo de los jardines de las casas burguesas que quieren crear una ilusión de la vida en el campo. Las primeras datan del siglo XVIII.